# 豹蛙
豹蛙，又名斑綠蛙、北美豹蛙、美洲豹蛙或草蛙，是原住於加拿大及美國的一種青蛙。

## 描述
豹蛙的體型稍大，約長11厘米。牠們背部呈綠色至褐色，其背上、兩側及四肢有大及圓的黑點。每個黑點一般都有環圍繞。由眼睛開始延伸至背部有一對背側褶，這對背側褶一般較為淺色或呈粉紅色。由鼻孔、眼睛下至鼓膜有一條淡色的斑紋，一直延至肩膀。腹部呈白色或淡綠色。瞳孔呈金色，趾上有蹼。
豹蛙蝌蚪呈深褐色或灰色，下方有細小的疙瘩。尾巴呈淡黃褐色。

## 生態行為
豹蛙可以棲息在廣泛不同的地方。牠們會在池塘、沼澤及水流緩慢的河流出現。牠們一般會藏身在有豐富水中植物的地方。牠們適應了寒冷的氣候，在海拔3000米處仍有牠們的蹤跡。雄蛙會在春天及夏天發出像打鼾的聲音。
豹蛙會於每年3月至6月春天時繁殖。每次會產達6500顆卵，蝌蚪會在產卵的池塘中完成變態，約需70-110天時間。變態後的豹蛙只有2-3厘米長。
豹蛙在加拿大西部曾甚為普遍，但於1970年代開始減少，相信是因如酸雨般的污染所造成。牠們的數量仍未能回復以往的水平。
豹蛙會被不同的動物所獵食，如蛇、浣熊、其他青蛙及人類。牠們的皮膚不會分泌味道差的體液，只依靠速度來避開獵食者。牠們會吃螞蟻、甲蟲、蒼蠅、蠕蟲及細小的青蛙。牠們甚至可以吞下鳥類及束帶蛇。
豹蛙的外觀像美洲狗魚蛙及南方豹蛙。

## 研究

### 醫藥
豹蛙會在卵母細胞生產核糖核酸酶，可能作為治療癌症。當中的豹蛙酶已用在臨床治療間皮瘤及肺部腫瘤。另外一種稱為amphinase，最近指可以治療腦部腫瘤。

### 神經科學
在1950年代前已利用豹蛙來協助發掘神經元的特性。豹蛙坐骨神經及縫匠肌的神經肌肉接點提供了很多有關神經系統的數據。

## 外部連結
- BBC news item re. Rana pipiens and the treatment of brain tumours （页面存档备份，存于）
- AWD: Rana pipiens（页面存档备份，存于）